# VIERAケータイ

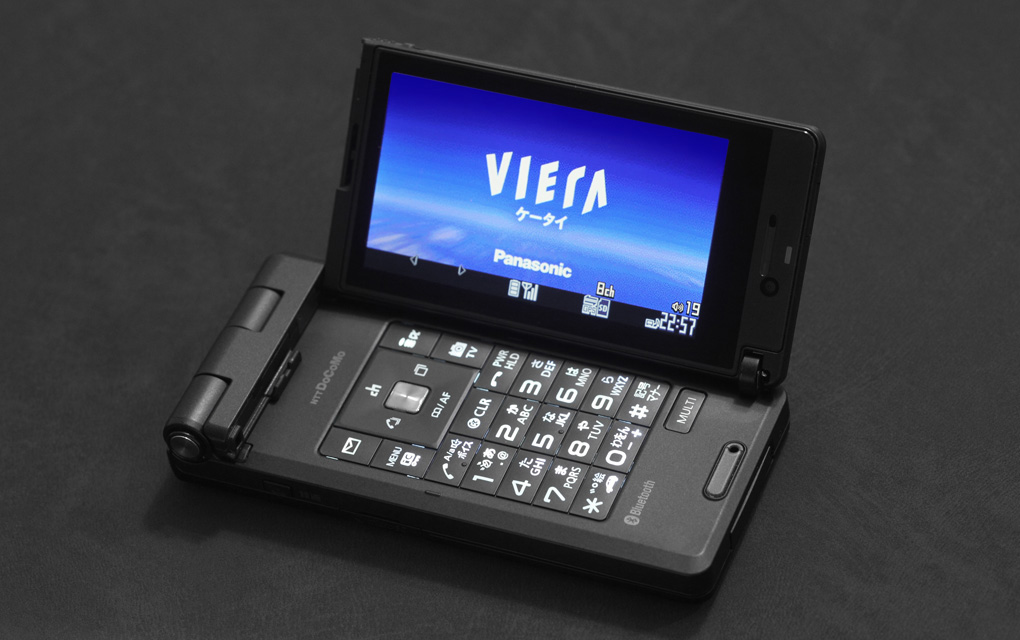
VIERAケータイ P906i

VIERAケータイ(ビエラケータイ)は、パナソニック モバイルコミュニケーションズ製の携帯電話端末の個別ブランド名。ワンセグ視聴をしやすい形状や最新システムを搭載した端末にパナソニック株式会社のテレビブランド「VIERA」の名を与えたものである。

## 概要

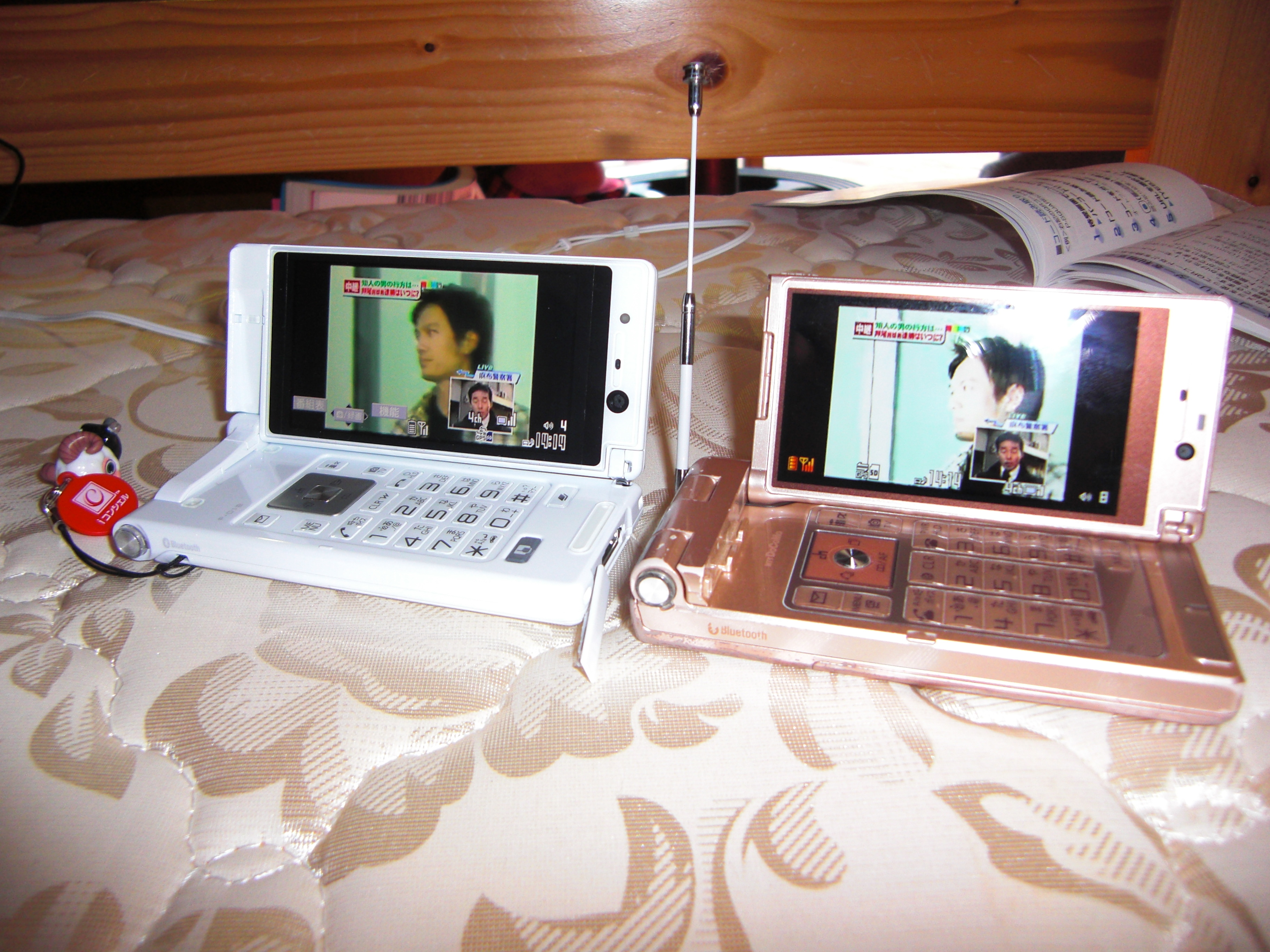
P-01B（左）とP905i

2007年11月発売のNTTドコモ端末P905iを皮切りに、一部のパナソニック モバイルコミュニケーションズ製の携帯電話（NTTドコモ、ソフトバンクモバイル）端末がこの名を与えられている。
いずれも、VIERAに使われている高画質技術のPEAKSプロセッサーの携帯電話版“モバイルPEAKSプロセッサー”を搭載するなど、視聴に適したシステムを搭載している。
また、ワンセグの視聴をしやすいよう、メイン液晶が横方向にも開く端末が殆どである。（右の写真を参照）
そのため、ワンセグの視聴は可能であっても「VIERAケータイ」ではない端末も（P705i等）多く存在する。

## 機種

### NTTドコモ
DoCoMo FOMA 90Xi シリーズ
- FOMA P905i
- FOMA P905iTV
- FOMA P906i

docomo PRIME series
- docomo PRIME series P-01A
- docomo PRIME series P-07A
- docomo PRIME series P-01B
- docomo PRIME series P-04B

docomo STYLE series
- docomo STYLE series P-02A
- docomo STYLE series P-03A
- docomo STYLE series P-08A
- docomo STYLE series P-10A
- docomo STYLE series P-02B
- docomo STYLE series P-06B
- docomo STYLE series P-02C
- docomo STYLE series P-04C
- docomo STYLE series P-03D

### ソフトバンクモバイル
- SoftBank 920P
- SoftBank 921P
- SoftBank 930P
- SoftBank 931P
- SoftBank 940P
- SoftBank 941P
- SoftBank 942P

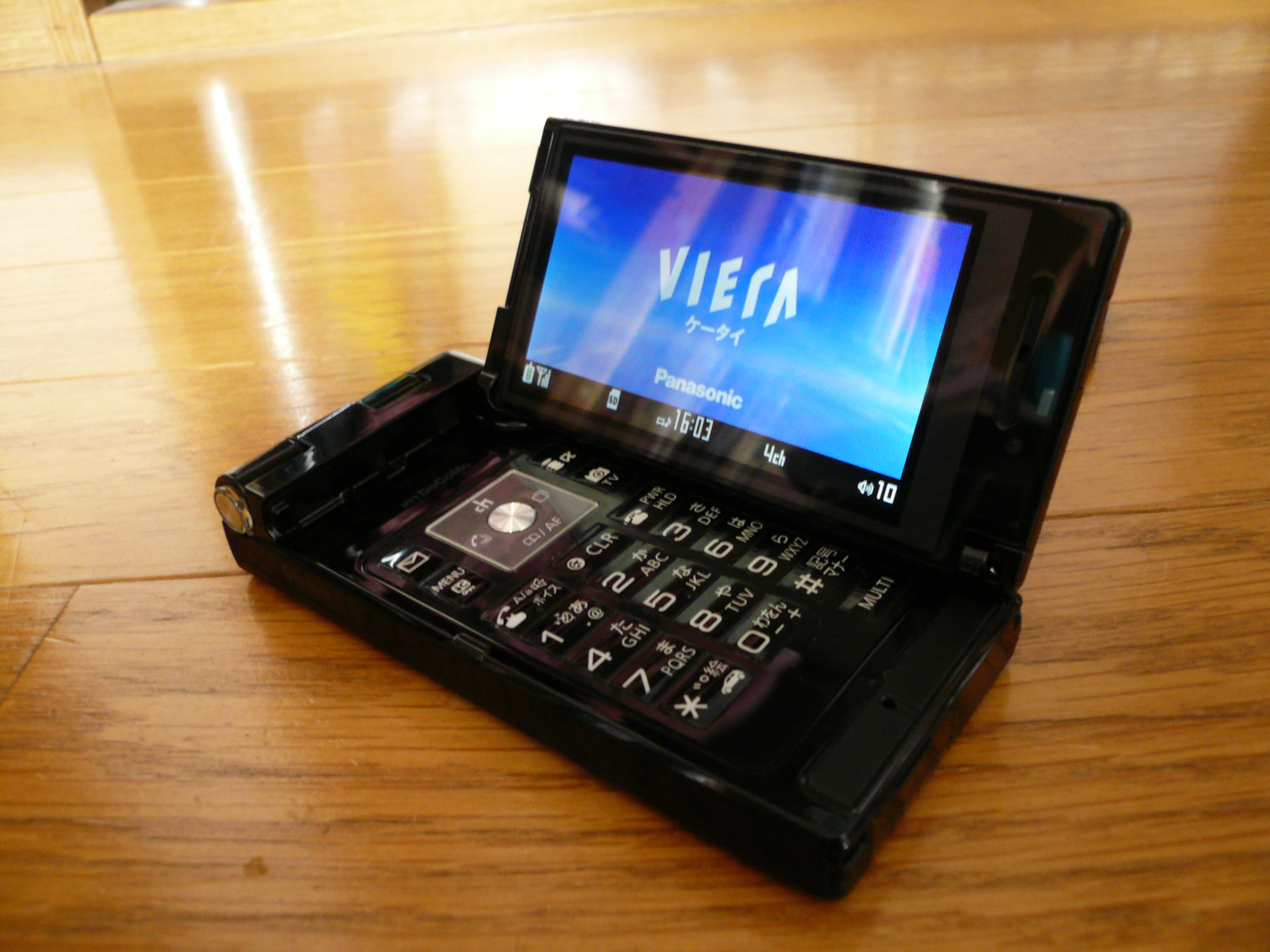
P905i
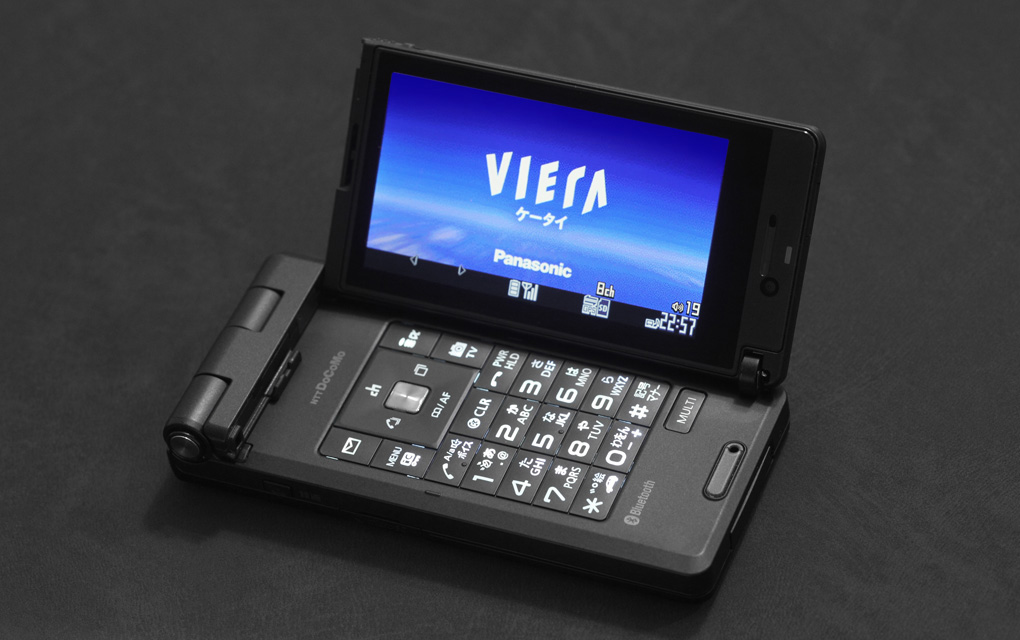
P906i
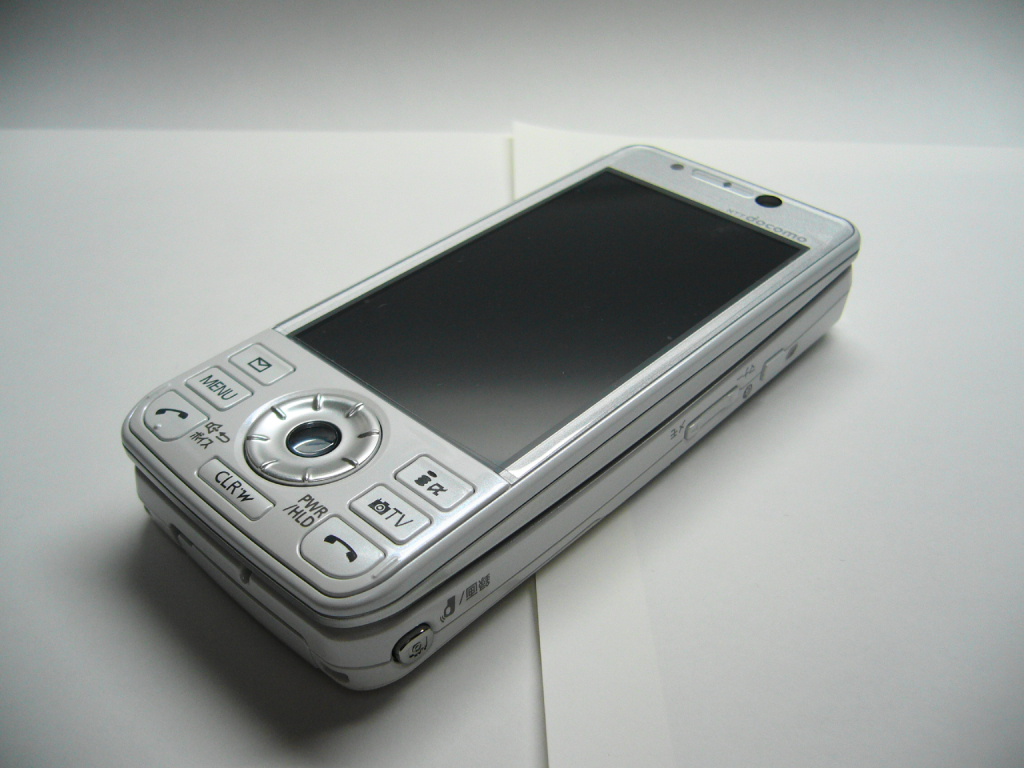
P-02A
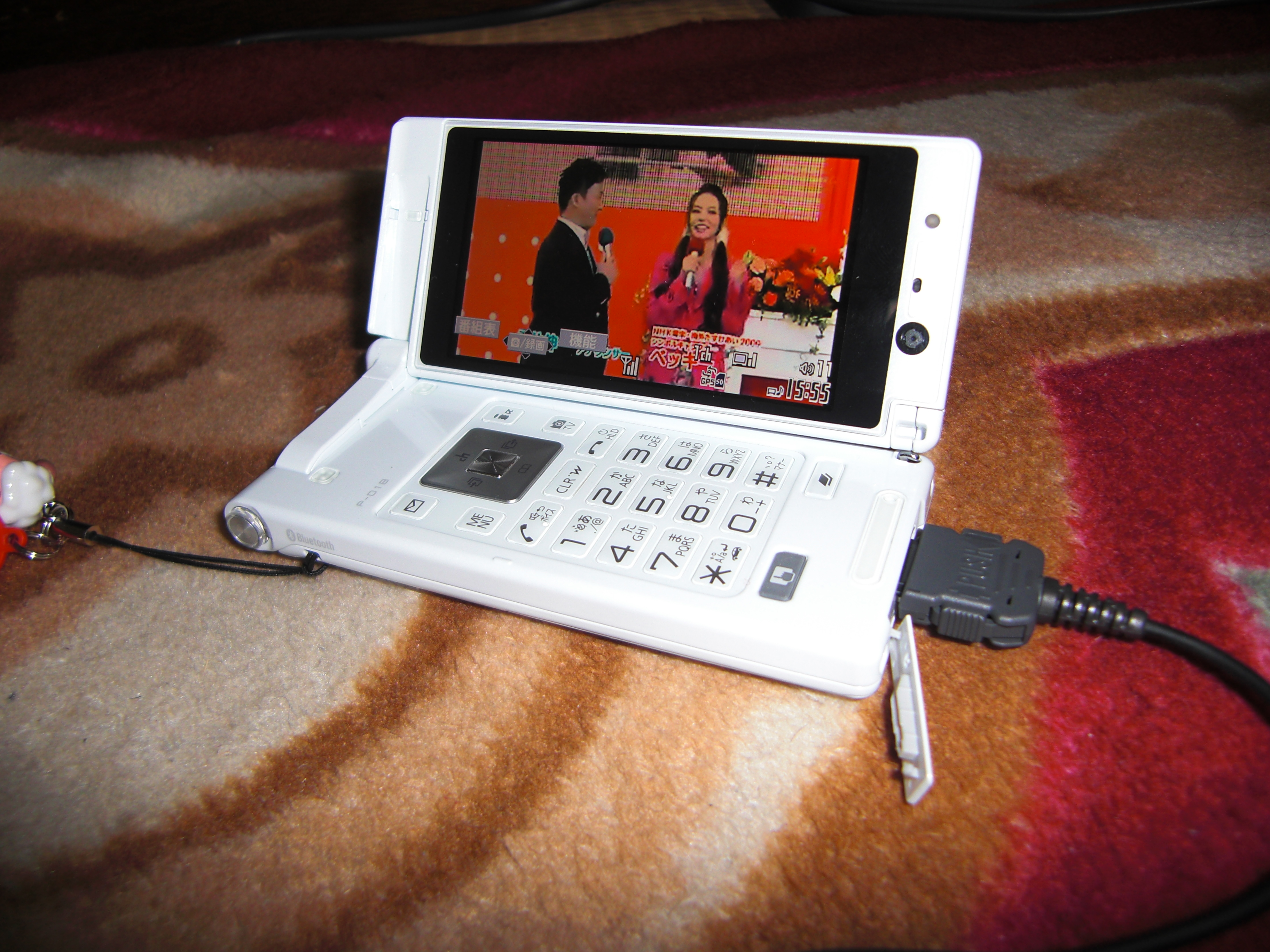
P-01B